# Phoenicurusia iliensis
Phoenicurusia iliensis är en fjärilsart som beskrevs av Otto Staudinger 1886. Phoenicurusia iliensis ingår i släktet Phoenicurusia och familjen juvelvingar. Inga underarter finns listade i Catalogue of Life.